# Philipp Bartholomé Rüfer
Philipp Bartholomé Rüfer (Lieja (Bèlgica), 7 de juny, 1844 - Berlín (Alemanya), 17 de setembre, 1919), va ser un compositor alemany.

## Biografia
Rüfer, fill d'un organista alemany, va estudiar, entre altres coses, Composició amb Étienne Soubre al Conservatori Reial de Lieja i amb Moritz Hauptmann al Conservatori de Leipzig. Des de 1871 va treballar a Berlín, on va ensenyar primer piano i partitura al Conservatori Stern i després al Conservatori Klindworth-Scharwenka, on va ensenyar com a professor des de 1881. Va ser considerat un professor influent entre els seus alumnes Charles Griffes, Gueorgui Catoire, Heinz Tiessen, Otto Besch, Fritz Schedler i Hans Schindler.
A més d'una simfonia, un concert per a violí, obertures, diverses obres de música de cambra, peces per a piano i cançons, va escriure, entre altres coses: les dues òperes Merlí (1887) basades en un drama de Karl Immermann i, Ingo (1896) basat en la novel·la Els avantpassats de Gustav Freytag. Segons el lexicògraf Philip Kruseman (1887–1955), Rüfer era un seguidor de Richard Wagner. Amb l'excepció d'una sonata per a orgue, gairebé totes les obres de Rüfer estan avui oblidades.
El 1909 es va convertir en membre associat de l'Académie Royale des Sciences, des Lettres et des Beaux-Arts de Belgique i va ser eliminat de la llista de membres el 1919.